# Kino in Eisenach

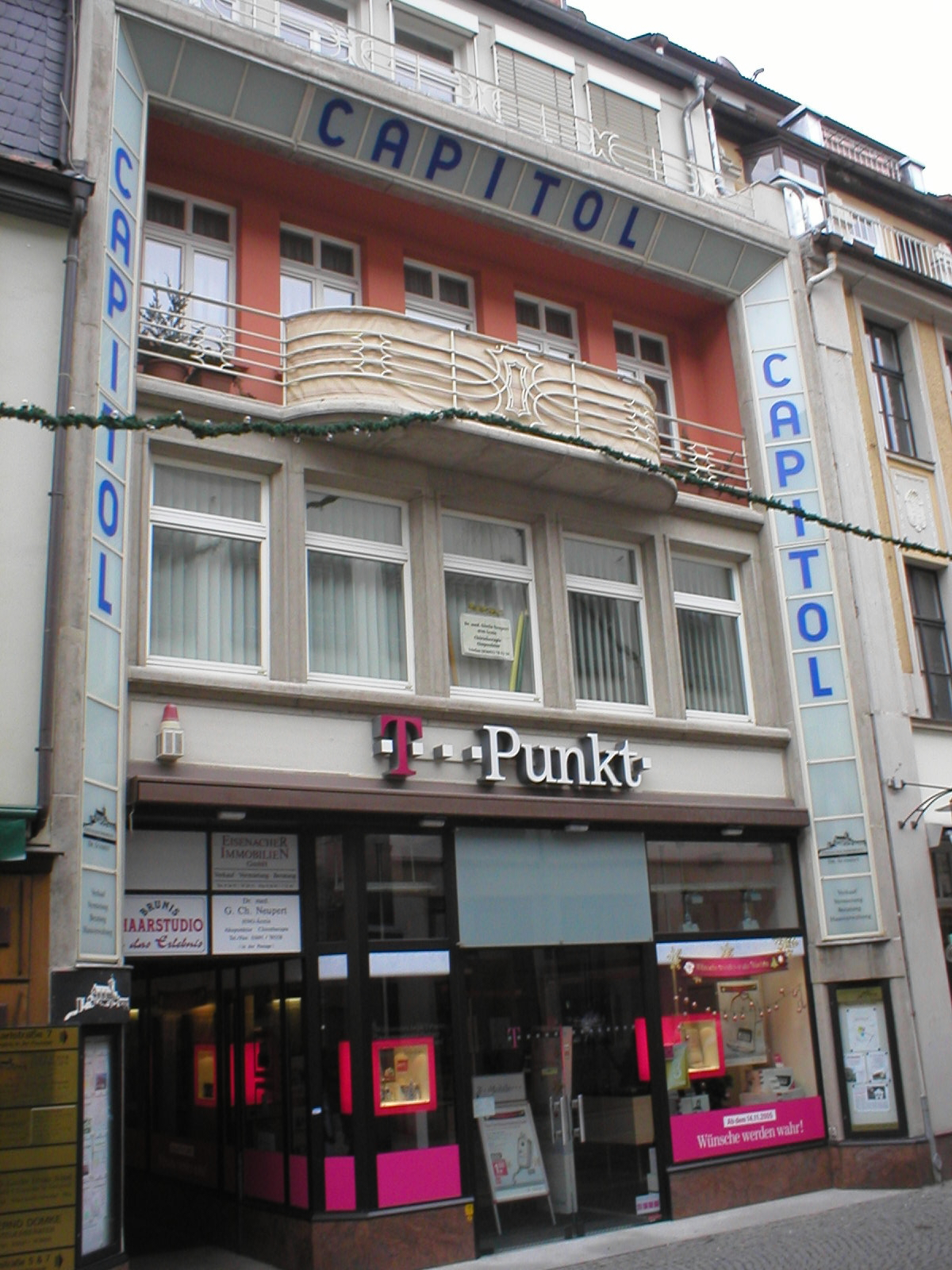
Der südliche Eingang zum Kino CAPITOL (2006)

Der Artikel Kinos in Eisenach behandelt die Entstehung und Entwicklung der Lichtspieltheater in der Stadt Eisenach.

## Schaubuden und Guckkästen
Ab Mitte des 19. Jahrhunderts wurden die auf Eisenacher Jahrmärkten, Schützenfesten und zur Volksbelustigung angebotenen Attraktionen durch Schaubuden mit mechanisch beweglichen Apparaturen und optischen Geräte – im Volksmund Guckkästen – bereichert, welche sich einer wachsenden Beliebtheit erfreuen.
So informierte das Eisenacher Tageblatt über das KINESCOPE von W. Glüers, Mikroskopisches Institut in Berlin, Gipsstraße 4, als neueste patentierte Erfindung.

„Diese höchst elegant ausgestatteten Apparate enthalten durch Mechanik sich bewegende Photographien, welche die vollendetste optische Täuschung hervorbringen, indem die in Lebensgröße sichtbaren Personen vollständig frei und natürlich beweglich erscheinen.“

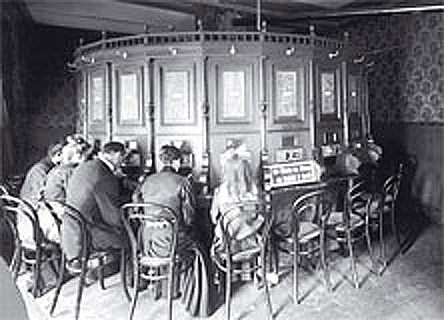
Ein Kaiserpanorama

Regelmäßig traten nun Schausteller mit Welt- und Kaiserpanoramen in Eisenach auf. Neben eigenen Vorführzelten und Schaubuden nutzte man angemietete Räume in den Eisenacher Gasthäusern und Varietee-Theatern.
So gastierte im KONZERTHAUS-CLEMDA am 8. und 9. Dezember 1883 Friedrich Thieles Riesen-Wandel-Diorama

„bestehend in 20 Fuß großen transparenten Bildwerken mit elektrischer Beleuchtung und 175 Verwandlungen, belebt durch bewegliche Figuren etc.
…“

Die Veranstaltungsdauer betrug bereits zwei Stunden, zum Repertoire gehörte: «Das Meer und seine Wunder», «Der Rattenfänger von Hameln», «Der Erlkönig», «Das Gebet der Mutter», «Die Loreley» und als Dokumentarfilm «Der Brand des Wiener Ring-Theaters».
Im TIVOLI-GARTEN gastierte vom 17. bis 22. Juli 1884 Professor H. Anotellis Theatre-Dissolving-Views

„eine Demonstration der luna-electrischen Original-Riesen-Licht-Tableaux, bestehend aus 200 Verwandlungen der brillantesten Bildwerke aus allen Zonen der Erde …“

 Gezeigt wurden bei gleichzeitigem Gartenkonzert: «Im Fluge durch die Welt», «Der Rattenfänger von Hameln» und «Das Märchen vom Storch».
Im Garten der ERHOLUNG gastierte E. H. G. Beisner mit seinem Kosmorama-Theater am 30. und 31. Oktober 1886, er besaß ein Drumondsches Agioskopisches Pracht-Wandel-Tableaux. Das Standardprogramm des Kosmorama enthielt sowohl Reiseimpressionen aus aller Welt als auch Märchen: Rübezahl, der große Berggeist und Prinzessin Emma im Riesengebirge sowie humoristische Szenen und graphische Farbenspiele.

## Wanderkinos (1898–1911)

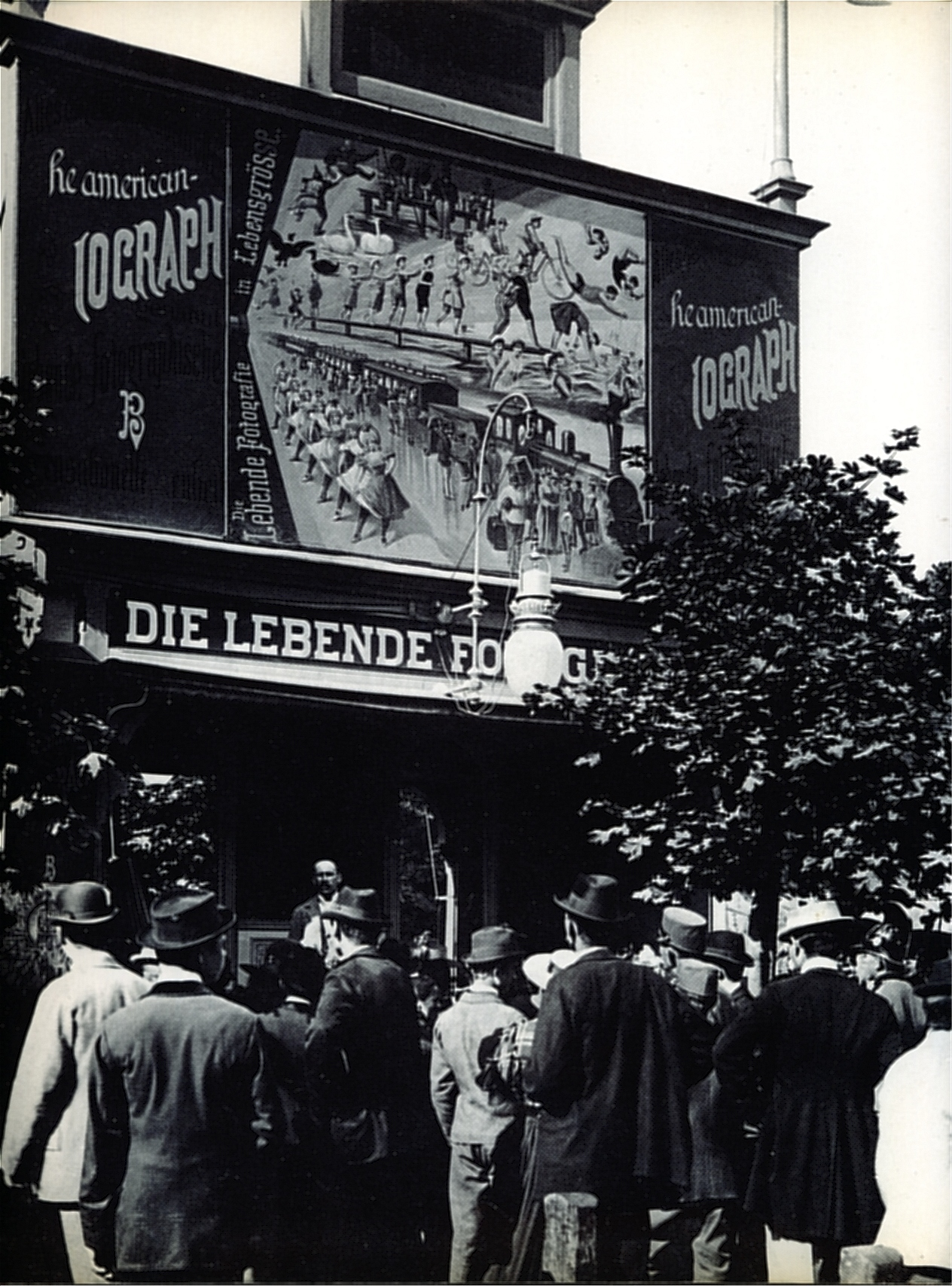
Werbung zum Besuch des Kinematographen (Wien um 1900)

Am 16. Februar 1897, 15 ½ -Monate nach Max Skladanowskys Filmpremiere im Berliner WINTERGARTEN, wurde die erste Vorstellung mit Edisons Ideal-Kinetograph unter dem Motto Die lebende Photographie, die wunderbarste Schaustellung des Jahrhunderts, im kleinen Saal des TIVOLI in Eisenach aufgeführt. Das Programm bestand aus den Kurzfilmen: Auf dem Boulevard in Brüssel, Ankunft eines Dampfers im Hafen von Hamburg, Serpentintänzerin, Ankunft eines Eisenbahnzuges in einem Pariser Vorort, Place de la Republique in Paris und mimischen, meist komischen Darstellungen. Ein Eisenacher Lokalreporter: „Die Wirkung der Bilder ist geradezu überraschend und verblüffend“.

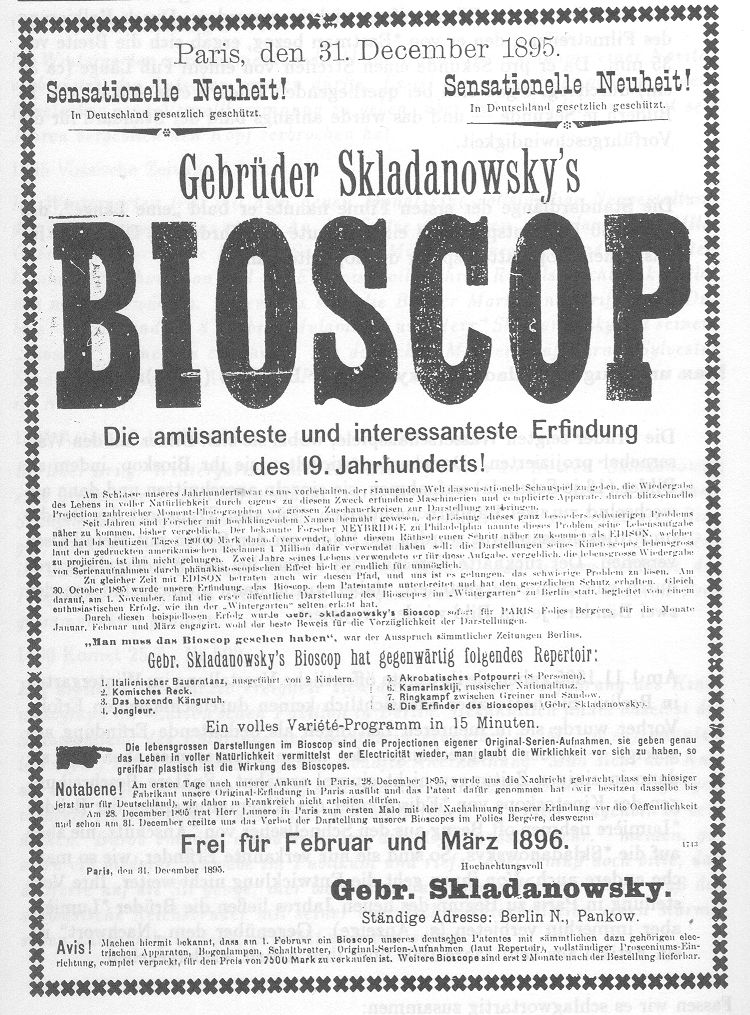
Werbeplakat für Filmvorführungen der Gebrüder Skladanowsky (1896)

In den folgenden Jahren gastierten zahlreiche Wanderkinos in Eisenach:
1903 Blasers Biograph-Riesen-Kinematograph im eigenen „Prachtbau“ mit einem Repertoire von 500 Filmen; 1904 bis 1906 Fricks Phono-Kinematograph; 1907 und 1908 L. Ohr, der als besondere Attraktion die ersten Dokumentarfilmstreifen aus Eisenach zeigte: Leben und Treiben an der Reutervilla, auf dem Karlsplatz und angrenzenden Straßen, Ein Rundgang auf dem Schützenfestplatz, Ausgang aus der Marktkirche am Sonntag Vormittag und Eine Fahrt mit der Straßenbahn. Diese „großartigen, haarscharfen Aufnahmen, worauf jedermann deutlich zu erkennen war …“ waren das Tagesgespräch in der Stadt.
Durch technische Verbesserungen und ständige Belieferung mit neuen Filmen entstanden in den Eisenacher Restaurants und Gasthäusern Filmabspielorte als zusätzliches Unterhaltungsangebot -
 Edisons Thaumatograph, der das Problem des Bildflimmerns verhinderte, Mesters Bioskop der Bioskop-Campagnie Charlottenburg-Berlin und der in der Werkstatt Kade in Zwickau entwickelte Optisch-physikalische-Apparat für Prachtvorstellungen. Besonders erfolgreich war die Vorstellung des Berliners Th. Windorf im TIVOLI im November 1903 – mit 50 Kurzfilmen, meist Reise- und Dokumentarfilme, darunter die halbstündige Reise nach dem Mond oder das Jahr 2000 – vielleicht der erste Utopische Film in Eisenach? 1905 gastierte M. Faßbender vom Institut Electrographia-Leipzig mit seinem Riesenprogramm großer Wunder phono-kinematographischer Sensationsdarbietungen und Th. Scherff vom Deutschen Bioskope-Institut Leipzig-Berlin, H. J. Fey aus Leipzig sowie nochmals Fricks Kinematograph – der bereits im November 1906 den Film «Der Hauptmann von Cöpenick» im Programm hatte.

## Gründerzeit der Eisenacher Kinos (1907–1920)

### Welttheater (Frauenberg 13)
Ermutigt durch die Erfolge der Wanderkinos wurde am 2. November 1907 das erste Eisenacher Kino im Haus Frauenberg 13 eröffnet – es trug den Namen Welt-Kinematograph – ab 1909 verkürzt auf Welttheater – und wurde von Herrn Alfred Edling und ab 7. Februar 1908 durch Frau Auguste Riesenberg geleitet.
Die Eisenacher Zeitung druckte das Programm in den Veranstaltungshinweisen. Zu den ersten Filmen gehörte: «Das Drama von Sevilla (Bericht über den Stierkampf)», «Eine wahre Begebenheit», «Die erste Ausfahrt einer Radlerin» und «Aufnahmen aus Deutsch-Südwest-Afrika». Zeitweise wurde sogar ein Farbiger als Türsteher des Kinos engagiert. Wegen Beschwerden der Mieter über ständigen Lärm musste das Welttheater ab dem 3. Oktober 1909 in das Cafe Kaiser, Goldschmiedenstraße 14, umziehen.

### Salon Cinephon Theater (Bahnhofstraße 33)
Als eine Filiale des Leipziger Filmtheaters Colosseum eröffnete am 16. Mai 1909 Feys Salon-Cinephon-Theater am Bahnhof, mit zweimal wöchentlich wechselndem Programm.
Geboten wurde ein breites Unterhaltungsprogramm: Die böse Hexe und Der kleine Däumling (Märchen), Der Spion oder ein rettender Traum (Romanverfilmung), Der Barbier von Sevilla und Rigoletto (Opernszenen), Die Papierfabrikation (Dokumentarfilm), Graf Ungolino, Die Waise von Messina, Der Graf von Monte Christo und Die kleinen Schuhe (Bühnen-Dramen). Besonders beliebt waren die Komödien Das Pech des Einbrechers, Ein Umzug mit Ach und Krach, Die Horcher an der Wand und Lehmann als Ringkämpfer.

### Bioscop Theater (Alexanderstraße 13)

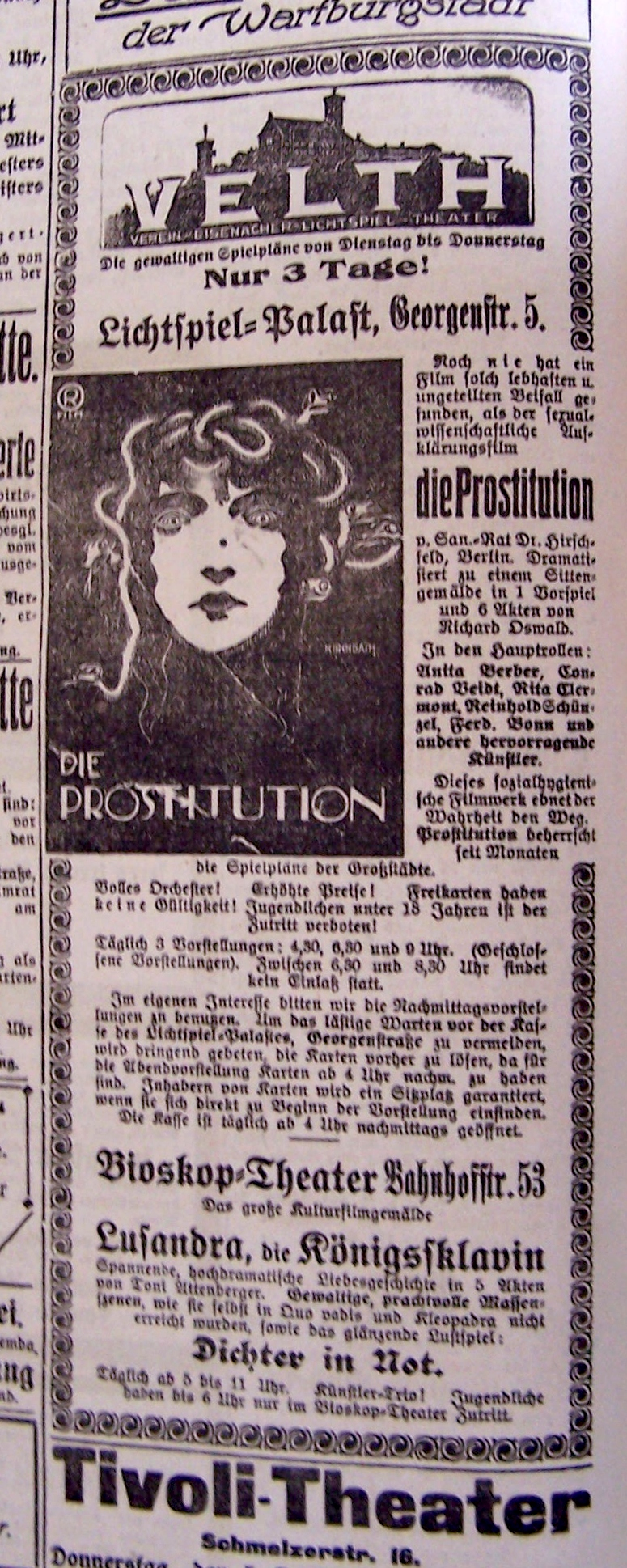
Reißerische Filmwerbung von 1919

Am 26. Januar 1910, eröffnete Th. Scherffs Bioscop-Theater Eisenach mit bereits 250 Sitzplätzen ausgestattet. Das Eröffnungsprogramm bot: (Dokumentarfilm) «Einzug des Großherzogs Wilhelm Ernst und seiner zweiten Frau in Weimar», «Wellen und Wogen bei St. Jean de Luz» und «Allerlei Mäuse»; (Bühnen-Drama) Madame Sans Gene, Lorbeerkranz und Totenkranz, Ich hab dich ja nie vergessen (Humoresken und Komödien) Vorher und nachher, Piefke soll die Tollwut haben, Die Braut des Gendarmen, Romeo und Julia im Seebad. Das Kino führte, bedingt durch mehrere Besitzerwechsel und technische Verbesserungen die geänderten Namen Lichtspielhaus Alexanderhof, Welttheater und ab 11. Juli 1919 Central-Lichtspiele.

### Elite-Bioskop-Theater (Bahnhofstraße 27 / später - 53)
Am 25. Dezember 1910 eröffnete Th. Scherffs Elite-Bioskop-Theater in der Bahnhofstraße 27. Das neue Kino eröffnete mit einem Dokumentarfilm über die Vorbereitungen einer deutschen Luftschiffexpedition in arktischen Gewässern um Spitzbergen, auch in diesem Kino dominierten Komödien und Dramen. Das Kino bestand bis 10. März 1922.

### Modernes Lichtspieltheater (Georgenstraße 44/46)
Als fünftes Lichtspielhaus eröffnete am 10. Februar 1911 das Kino Moderne Lichtspiele in einem Seitengebäude des Gasthofes Zur Sonne. Als technische Neuerung besaß es Zentralheizung und Klappstühle. Der Spielbetrieb konnte zwei Jahre ermöglicht werden.

### Lichtspielpalast (Georgenstraße 5)
1911 erwarb der Eisenacher Unternehmer Hermann Bräutigam mit Ausnahme des Bioscope Theaters in der Alexanderstraße 13 alle spielberechtigten Kinos und gründete die Firma Vereinigte Eisenacher Lichtspiel-Theater (VELTH), er besaß für zwei Jahre das Monopol der Eisenacher Lichtspielhäuser und nutzte dieses, um 1912 den Eisenacher Architekten W. Creutzburg mit dem Umbau des ehemaligen Hotels und Gasthofes Zum halben Mond in ein Lichtspieltheater zu beauftragen. Am 5. April 1913 wurde mit der Aufführung des Films Der Mutter Augen der Spielbetrieb im Kino Lichtspielpalast eröffnet. Schon 1919 wurde der ebenerdige Zuschauersaal in südlicher Richtung erweitert (Architekt C. Mergenbaum, Eisenach). Beim dritten Umbau im Jahr 1924 entfernte der beauftragte Eisenacher Architekt Ernst Kühne alle noch im Hinterhof gelegenen Anbauten und Remisen, ein breiter Durchgang – wohl als Fluchtweg zur raschen Evakuierung im Brandfall erforderlich – wurde mit mehreren Seitentüren zum Saalbau geschaffen. Im Jahr 1928 wurde die Straßenfassade im Stil des Art déco durch den Erfurter Architekten Carl Fugmann (Special-Büro für Kino-Bauten) mit weiteren technischen Verbesserungen und Leuchtreklame gestaltet. Dieses Haus bot nun Platz für 400 Zuschauer und war auch bei der Vorführtechnik mit zahlreichen technischen Neuerungen ausgestattet. Als Premierenfilm lief der Streifen Die Heilige und ihr Narr. Die Eisenacher Lokalpresse war begeistert, besonders wurde die Ventilation der Klimaanlage gewürdigt. Der Lichtspielpalast war bis 1928 das größte und erfolgreichste Kino der Stadt.

### Kammer-Lichtspiele (Katharinenstraße 93/95)
Nach dem Ersten Weltkrieg entstand in der Katharinenstraße das erste Vorstadtkino – es eröffnete am 20. Juni 1919 als Kammerlichtspiele.

## Tonfilm-Kinos (1920–1990)

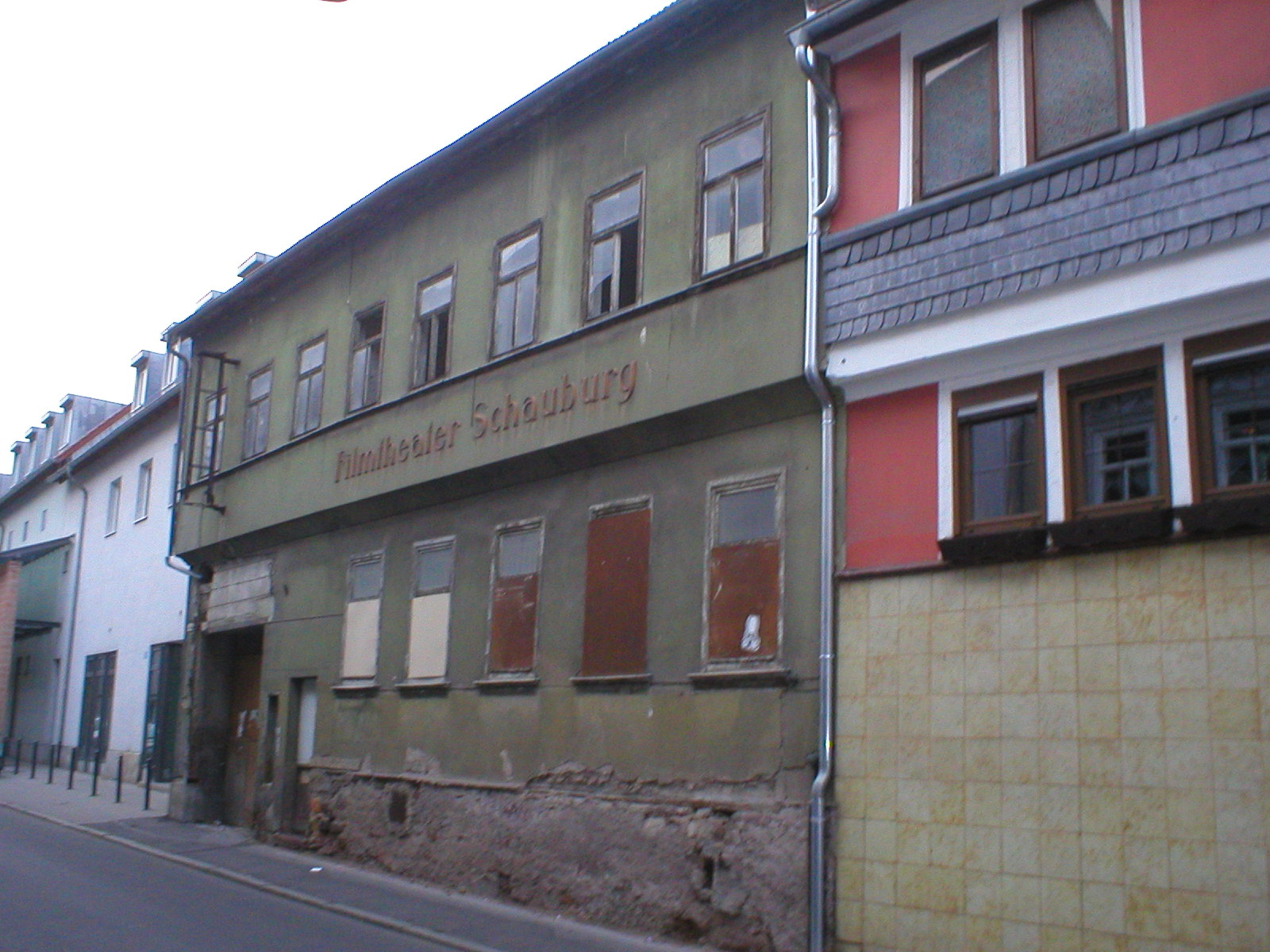
Die Ruine des Kino Schauburg vor der Sanierung

Die Entwicklung des Tonfilmes setzte neue Anforderungen an die Kinotechnik und an die Architektur des Gebäudes. Dies wurde in den 1920er Jahren durch weitere Kinobauten und Modernisierungen in Eisenach verwirklicht.

### Alhambra-Lichtspiele (Katharinenstraße 93/95)
Bereits 1924 wurden die Kammer-Lichtspiele umgebaut und in Union-Lichtspieltheater umbenannt, das Haus hieß ab 29. Oktober 1926 Alhambra-Lichtspiele.
Als erstes Eisenacher Kino führte man hier den Monumentalfilm Panzerkreuzer Potemkin von Sergej Eisenstein auf. Das Kino war bis zum 31. August 1950 in Betrieb, musste wegen veralteter Sicherheitstechnik schließen und wurde später als Lager genutzt.

### Titania Palast (Georgenstraße 5)

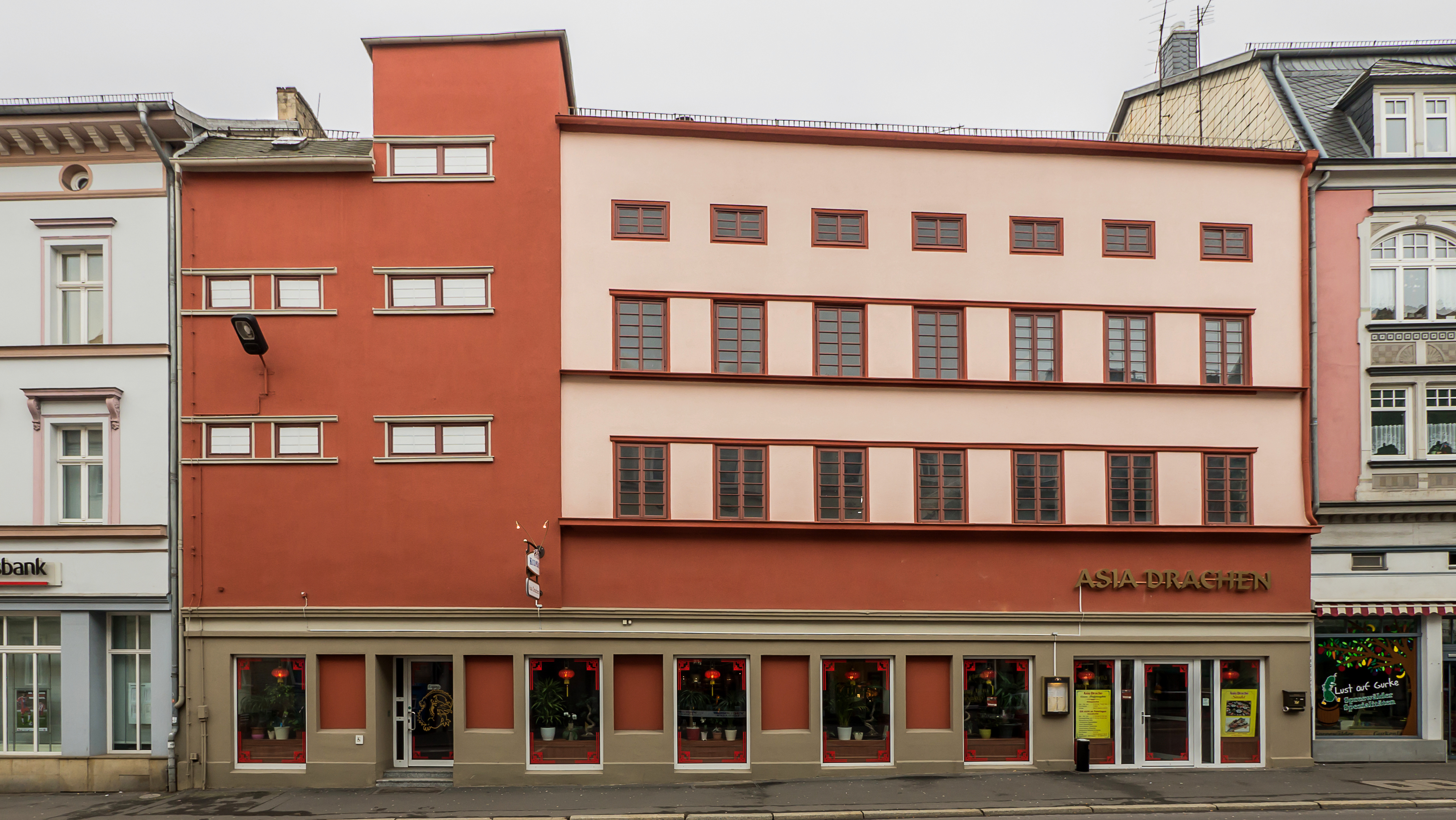
Das ehemalige Kino TITANIA (2015)

Nach Umbau durch den Architekten Carl Fugmann wurde aus dem Kino Lichtspielpalast am 14. September 1928 der Titania Palast. Das Kino brachte am 3. Januar 1930 den ersten Tonfilm «Submarine» Das auf 550 Sitzplätze vergrößerte Kino bestand in dieser Form bis 1994. Als endgültig letzter Film wurde am 20. Dezember 1995 erneut ein maritimes Thema gezeigt: "Der Untergang der Titanic". Im Jahr 2001 erfolgte der Umbau in ein Ladenlokal mit Wohnungen, Büros und Praxisräumen in den beiden Obergeschossen.

### Capitol (Alexanderstraße 12)

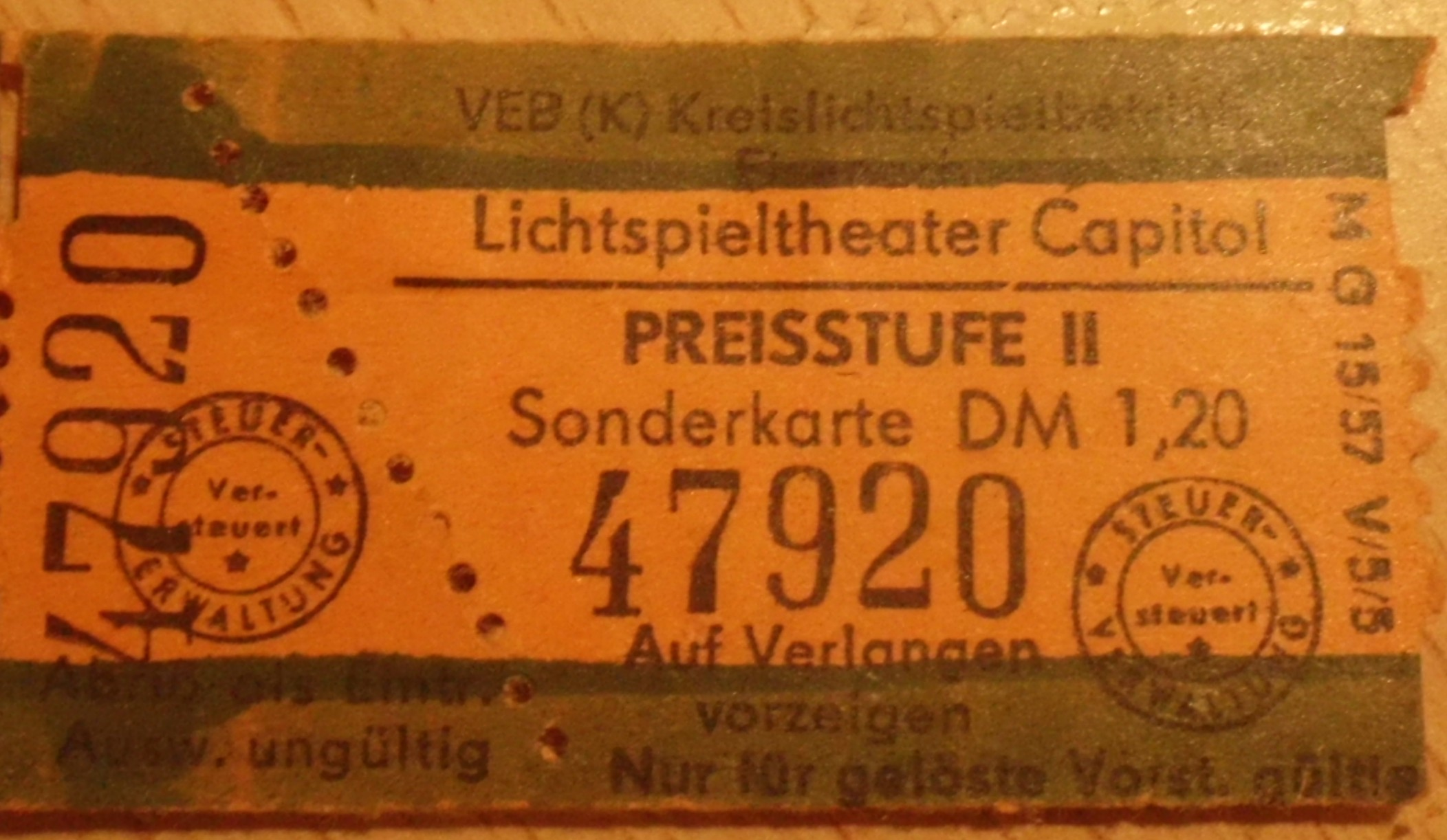
Eintrittskarte für das Capitol (1959)

Auf Grund der höheren technischen Anforderungen für Tonfilm-Produktionen wurde beim Bau des Capitol in vielen Bereichen Neuland betreten, der schwäbische Ingenieur Fischer-Barnickol nutzte einen mehrwöchigen Aufenthalt in den USA um sich über die neuesten technischen Erfordernisse der Tonfilmtechnik zu informieren und ließ diese Erkenntnisse in den Bau des Eisenacher Kinos einfließen. Besonders die akustischen Bedingungen im Zuschauerraum wurden durch schalldämmende Wandbespannungen und Fußbodenmatten verbessert, die Bestuhlung, Ventilationstechnik, Beleuchtung und brandschutztechnische Erfordernisse entsprachen dem neuesten Stand, wie sie zeitgleich in amerikanischen Kinos eingeführt wurden.
Das Capitol besaß zunächst 650 Sitzplätze und wurde am 16. Oktober 1930 mit dem Luis-Trenker-Film Der Sohn der weißen Berge eröffnet.
Das Kino wurde später durch Einbau des Ranges auf 720 Plätze erweitert und blieb in dieser Form bis zum Umbau 1995.

### Schauburg (Alexanderstraße 13)
Das Kino Central-Lichtspiele wurde nach seinem erneuten Umbau zum Tonfilm-Kino am 19. November 1930 als Schauburg eröffnet. Der erste Tonfilm, Der Schuß im Tonfilmatelier wurde am 30. Dezember 1930 gezeigt.
Das Kino hatte etwa 200 Sitzplätze und bestand bis in die 1960er Jahre. Im Jahr 1953 wurde es nochmals umbenannt und trug den Namen Lichtspieltheater des Friedens der sich aber in der Bevölkerung nicht mehr durchsetzte. Nach 1980 wurde das Kino in die Pläne für die Umgestaltung der Altstadt einbezogen und blieb über zwei Jahrzehnte dem Verfall preisgegeben. 2013 begann eine Sanierung des Gebäudes.

## Multiplexkino
In den 1990er Jahren besaß Eisenach neben einigen Klubhäusern und dem Sommerkino in der Wandelhalle nur noch zwei Kinos – das Capitol und das Titania – beide als Kulturdenkmale ausgewiesen und in einem technisch völlig veralteten Zustand.
Mit der Übernahme durch einen privaten Investor wurde der Spielbetrieb im Capitol nach einer Generalsanierung des Gebäudes als Multiplex-Kino aufgenommen, nun stehen 5 Zuschauerräume unterschiedlicher Größe zur Verfügung, gleichzeitig gelang es, den Eingangsbereich und die bauliche Hülle des Kinos zu erhalten, womit auf die Belange des Denkmalschutzes eingegangen wurde.

## Sommerkino
Die als Ferienveranstaltung in der DDR-Zeit beliebten Kinovorführungen des Eisenacher Sommerkino wurden seit den 1960er Jahren vorzugsweise im Kartausgarten an der Wandelhalle durchgeführt. Eine weitere Spielstätte bestand als Zeltkino am Campingplatz Altenberger See südlich von Eisenach.